# Martha Scott
Martha Ellen Scott (født 22. september 1912, død 28. maj 2003) var en amerikansk teater-, tv- og filmskuespiller. Hun optrådte med forskellige teatergrupper før hun i 1938 blev en stjerne i sin allerførste Broadway-optræden i stykket Vor by. I 1940 blev hun nomineret til en Oscar for bedste kvindelige hovedrolle for sin præstation i filmatiseringen.
Scott var talentfuld og uglamourøs og medvirkede i flere film gennem årene.